# Chiesa di Santa Maria delle Grazie a Porchiano
La chiesa di santa Maria delle Grazie a Porchiano è un edificio di culto cattolico italiano, sito nella periferia orientale di Napoli, nel quartiere denominato Ponticelli. È la sede principale dell’ente parrocchia e gestisce anche la Chiesa di San Giuseppe al Rione Incis.

## Storia
Forse la più antica citazione della chiesa la troviamo nel fondo Monasteri Soppressi dell’Archivio di Stato di Napoli. Si fa un riferimento al casale di Porchiano, che spesso veniva anche chiamato Filotano o Fellottola, in un documento datato 28 febbraio 990 che indica la vendita da parte di Stefano e Aligerno a Giovanni (all’epoca i cognomi erano poco usati) di una terra nella località Filotani che confinava con i campi della Chiesa di S. Maria a Porchiano . La proprietà fu venduta per 20 tarì d’oro: 
«Die 28 februarij Ind. 3a Neap. Imp.te Basilio Imp.re an. 30. Stefanus, et Aligernus vendunt D.no Ioanni quamdam terram positam ad Filotani quae coheret cum terra Ecc.ae S.ae Mariae de d.o loco cum terra de illi Atalarici, et cum quadam Padule. Pro pretio auri tarreni 20. Actum per Ioannem Curialem. Num.° 100».
In un documento datato 994, riportato dal B. Capasso, troviamo scritto che in zona Porchiano si trova una chiesa e una schola dedicata a S. Maria. È un rogito del 10 giugno 994 nel quale si citano terreni a “Porclanum” di proprietà del monastero di San Severino e l’antica “schola et ecclesia S. Marie”: 
«Die 10 Mese iunii ind. VII Neapoli. Imperante Basilio an. 34, sed e Constantino. Gregorius filius q. Iohannis de Paulu [...] a Porclanum promittit d. Stephano ven. abbati monasterii Ss. Severini et Sossii [...] propter integrum fundum iuris infirmarii dicti monasterii positum in sopradicto loco Porclanum una cum petia de terra [...]; coherente insimul de uno latere parte orientis padule et terra ecclesie S. Cipriani simul et terra heredum q. Gregorii de Mascalu, ab alio latere parte occidentis padule de illa schola et ecclesia S. Marie».
La schola era «una sorta di consorzio operaio, tipico dell’età bizantina, che era diffuso anche in altre parti del territorio italiano. È presumibile che la Schola di Porchiano fosse una corporazione di sellai o di artigiani che lavoravano il cuoio»: l’esistenza di numerosi corsi d’acqua e stagni, deputati anche alla macerazione delle pelli, probabilmente determinò l’attenzione della corporazione napoletana per quei campi e per la chiesa di Porchiano; un particolare interesse che si sarebbe manifestato per molti secoli attraverso la donazione di somme per la sua amministrazione. Infatti, la relazione della S. Visita del cardinale Francesco Carafa, datata 25 febbraio 1543, evidenzia che la chiesa di Porchiano era amministrata dal rettore don Gennaro Torrese (nominato dall’autorità ecclesiastica), coadiuvato da una confraternita di laici (forse i Maestri Sellai) e da un cappellano (indicato dalla confraternita).
La prima citazione esplicita dei Maestri Sellai la troviamo negli atti della S. Visita del card. Ottavio Acquaviva del 26 ottobre 1608 in cui si parla della chiesa “estaurita” che i Maestri Sellai della zona di Porchiano curarono e abbellirono con molto amore. Però, sebbene siano esplicitamente ricordati solo nel 1608, i Sellai dovevano, con ogni probabilità, considerarla loro luogo di riferimento già da parecchi anni. Infatti, una quarantina di anni prima sarà proprio un Maestro Sellaio a donare alla chiesa di  santa Maria della Neve un’acquasantiera. Nel 1645 un certo Giovanni Antonio Alberella donò un’acquasantiera alla chiesa di santa Maria a Porchiano, dove ancora si conserva: alla base dell’acquasantiera è scolpita una sella (simbolo dei Maestri Sellai), uno stemma con tre spighe e un sole raggiante, mentre su un lato si trova l’iscrizione: Gio Antonio Alberella fecit Ann. Domi. M-DC-XLV. 
Nel XVII secolo ci fu una grande crisi che coinvolse tutta l’Europa, ma soprattutto l’Italia meridionale: le condizioni di vita del casale erano difficili, come testimonia il peggioramento del tenore di vita dei suoi abitanti, emerso dalla lettura dei documenti ecclesiastici seicenteschi: si legge, ad esempio, che i diritti parrocchiali non venivano più pagati con il denaro, ma in natura. Accadeva anche che le chiese vecchie erano decadenti, come la cappella di S. Angelo a Porchiano. Con ogni probabilità si deve ai Maestri Sellai la conservazione della chiesa di S. Maria delle Grazie a Porchiano. 
Altri riferimenti ai Maestri Sellai li troviamo nei secoli avvenire: nel 1739 sappiamo che Gennaro Marangiello e Nicola Silvestro erano Maestri Sellari e Tesorieri della Chiesa di S. M. a Porchiano; nel 1771 sappiamo che «Domco Anto Mascolino desidera far vita Romitoria ...a Porchiano...la Chiesa de Mri Sellari...».
È databile in quegli anni anche la tela di Carlo Malinconico che ritrae la Madonna delle Grazie e che ai piedi riporta raffigurate due selle, una a destra e una a sinistra del dipinto (meglio descritta di seguito).
Circa le notizie che riguardano il XVIII secolo, è del 1762 una rappresentazione topografica di Porchiano, conservata nell’Archivio di Stato di Napoli: in questa planimetria sono raffigurati tre pezzi di terra. Dalle relazioni e dalla pianta si vede che intorno alla chiesa di santa Maria delle Grazie non vi sono costruzioni, ma solo un basso e cisterne d’acqua utili per il lavoro in campagna: quindi, a differenza della chiesa di Ponticelli, quella di Porchiano, seppur più antica, non è stata un polo di attrazione urbanistico-architettonico, ma è rimasta una chiesa di campagna. Coloro che coltivavano le campagne di Porchiano dimoravano per lo più lunga via S. Rocco e quei pochi che vivevano in questa zona, più umida, abitavano in case somiglianti più a capanne che ad abitazioni, erano costituite, infatti, da un solo ambiente che fungeva da cucina e da camera da letto e solo alcune abitazioni erano dotate anche di una piccola stalla. Questa situazione è rimasta invariata pressoché fino al dopoguerra.
L'ente parrocchia fu eretto con decreto dell'ordinario diocesano, il cardinale Alessio Ascalesi, il giorno 10 novembre 1943; mentre il sac. Vincenzo Rungi fu nominato primo parroco.

## Descrizione
Troviamo una descrizione ottocentesca della chiesa in una nota del libro di Pietro Martorana: "Questa Chiesa intitolata S. Maria di Porchiano, è ad una sola nave. Prima apparteneva ai maestri sellari. Nel 1853 fa ristaurata la soffitta a cura degli Amministratori dello stralcio delle abolite cappelle di arti e mestieri, e corporazioni annonarie. A pie della marmorea pila dell'acqua santa leggasi Giov. Antonio Alborella fecit A.D. 1645, Di prospetto si vede un quadro in tavola firmato da Carlo Malinconico, rappresentante la Madonna in mezzo a S. Sebastiano e S. Antonio di Padova. Nell'altare di marmo, si legge F. Andrea di Mauro fatto di carità A.D. 1740. Nella soffitta c'è un quadro rappresentante la Madonna circondata da angeli, e nel primo piano del quadro vedesi una sella, e due sellai inginocchiati che adorano la Madonna. Trovasi mantenuta al presente con molta decenza da F. Bernardo Russo di Palma".
Dell’originario edificio di culto rimane poco perché il 26 maggio 1951, gravemente danneggiata durante la seconda guerra mondiale, la chiesa crollò. Fu riaperta al culto il 9 giugno 1957 dopo essere stata ricostruita dal genio civile. L’attuale edificio nelle strutture portanti è in muratura di tufo, con strutture orizzontali in cemento armato. La copertura della chiesa è a tegole con capriate in cemento armato.

## Lavori di ristrutturazione e ampliamento
Nel giardino della chiesa di Santa Maria si trova una lapide con su scritto: "A.P.R.M. Questa Chiesa di SS. Maria delle Grazie costruita in età Medioevale dalla Corporazione dei Sellai Parr. Vincenzo Rungi restaurò dalle fondamenta nel 1914 e distrutta nella Guerra nel 1940 ricostruì nel 1957 con interessamento costante". 
Anche dopo il terremoto, che ha colpito Napoli e dintorni negli anni ’80, la chiesa ha subìto importanti lavori di ristrutturazione e di ampliamento dei locali sotto il parrocato di don Ciro Cocozza, a partire dal settembre 1987: sono state consolidate le fondamenta, è stato ricostruito il campanile, è stata aperto un accesso laterale, sono state installate campane comandate da un congegno elettronico. Grazie ad alcuni terreni donati sono state costruite altre aule per riunioni ed incontri, ed è stato recintato uno spazio aperto adibito anche a campetto di pallavolo.

## Poesia
Della prima metà del Seicento è una curiosa notizia riguardante Porchiano: nel 1628 Domenico Basile ha tradotto in napoletano la favola pastorale “Il Pastor Fido” scritta dal poeta Gian Battista Guarini nel 1590. La curiosità è questa: mentre il Guarini ambientava la sua favola in una terra ideale chiamata “Arcadia”, la versione del Basile fu ambientata a Porchiano, che divenne, nella fantasia del poeta, la sede fantastica di mitici amori pastorali. Una biografia di Domenico Basile la troviamo anche in un volume del 1874 di Pietro Martorana, nel quale troviamo anche scritto: "il Basile la fa succedere a Porchiano, villaggio distante due miglia e mezzo da Napoli, vicino al fiume Sebeto, in dove presentemente non vedonsi altro che una trentina di casucce, ed una Chiesetta". 

## Opere d'arte
Nella chiesa è conservata una pala d’altare del XVIII sec. firmata dal pittore Carlo Malinconico, raffigurante la Madonna vestita di stelle e incoronata da due angeli, che tiene con la mano sinistra un libro aperto (che riporta la scritta "Santissima Maria Mater Divinæ Gratiæ") e con la mano destra il bambino Gesù incoronato e retto in piedi, tra i santi Sebastiano e Antonio di Padova; un antico fonte battesimale del 1645; una tela della Madonna del Carmine con bambino in braccio e scapolare nella mano sinistra incoronata da due angeli (che probabilmente era precedentemente collocata in una cappella contadina della zona cosiddetta dei “Pontetti san Severino" presso il Mulino della famiglia san Severino); una statua della Madonna delle Grazie, probabilmente scolpita dall’antica bottega napoletana del Cerrone datata alla base 1922; una statua in teloplastica di Sant'Anna con Maria Bambina in piedi (probabilmente di scuola pugliese degli anni cinquanta forse proveniente dal Mulino dell’Annunziata nella zona del Casarone); un altare in marmo policrono custodito nella sacrestia e proveniente dal succorpo della Chiesa dei Santi Apostoli (Napoli).
Circa il quadro della Madonna del Malinconico, è interessante notare come un quadro simile si trovi nella cappella di san Sebastiano presso la Basilica di Santa Maria a Pugliano in Ercolano, raffigurante la Madonna con il libro aperto, in braccio il bambino, incoronata da angeli, tra i santi Sebastiano e Rocco; questo quadro, però, è del XVI secolo, ma la somiglianza con quello di Porchiano è evidente: qualcuno ha suggerito che entrambe le chiese potrebbero far riferimento alla Chiesa di San Sebastiano (Napoli) fondata da Costantino. Un legame tra Pugliano e Porchiano esiste, come riferisce Raffaele Oliviero nel suo libro, parlando di una ricca donna di nome Maria che aveva possedimenti sia nella zona di Pugliano che di Porchiano, ricordata come una donna pia che aveva lasciato in eredità varie somme di denaro a molte chiese napoletane.
Circa il quadro della Madonna del Carmine un testimone ha raccontato che fu inizialmente spostato nella chiesa del Rosario a via Traccia, quando l'intera zona dei Pontetti e la stessa cappella furono espropriate e vi fu costruito lo stabilimento della FIAT che si trova ora in via Domenico De Roberto, all'inizio degli anni '50. Quando poi nel 1957 fu costruito il cosiddetto Rione Fiat (via Vittorio Alfieri e via Eugenio Montale) per gli sfrattati della zona del Casarone e dei Pontetti di S. Severino, il quadro fu portato alla chiesa di Santa Maria delle Grazie a Porchiano.